# Lacre

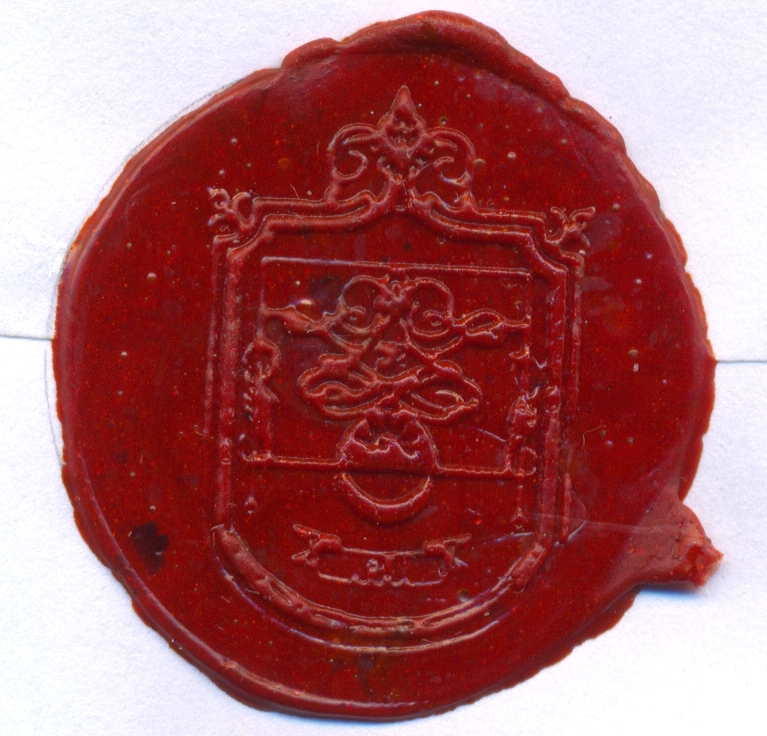
Lacre em uma carta com o brasão de armas da Família Fonseca Padilla, Jalisco, México

Lacre é um material de cera usado como sinete que, após o derretimento, endurece rapidamente (em papel, pergaminho e outros materiais), formando um vínculo que é difícil de separar sem uma adulteração perceptível. O lacre é usado para manter um documento fechado, para verificar a identidade do remetente, por exemplo, com um emblema, e como decoração. Também pode ser usado para tirar impressões de outras vedações. A cera era usada para selar cartas sigilosas e mais tarde, por volta do século XVI, envelope s. Antes do lacre, os romanos usavam betume para este fim.